# 宗國
宗國，先秦小型诸侯国，在今安徽省桐城市北。
宗國是群舒之一，前615年，楚国的令尹大孙伯去世，成嘉做了令尹。群舒背叛楚国，当年夏天，子孔（成嘉）抓住了舒国国君舒子平和宗国国君宗子。